# Sylvia Lance Harper
Sylvia Lance Harper (1º ottobre 1895 – 21 ottobre 1982) è stata una tennista australiana.
Nel 1924 sposò Robert Harper, un colonnello dell'esercito.

## Biografia
Durante la sua carriera vinse il singolare all'Australasian Championships nel 1924 vincendo contro Esna Boyd in tre set (6-3, 3-6, 8-6). Nel 1927 giunse in finale ma non riuscì a prevalere su Esna Boyd perdendo per 10-8, 2-6, 7-5. Lo stesso accadde nel 1930 contro Daphne Akhurst che la sconfisse per 10-8, 2-6, 7-5
Vinse tre edizioni del doppio:
- 1923, in coppia con Esna Boyd vinsero la coppia Margaret Molesworth e H. Turner per 6-1, 6-4
- 1924, in coppia con Daphne Akhurst Cozens batterono la coppia Kathrine Le Mesurier e Meryl O'Hara Wood per 7-5,6-2
- 1925, sempre con Daphne Akhurst Cozens ebbero la meglio su Esna Boyd Robertson e Kathrine Le Mesurier per 6-4, 6-3.